# Śródplon
Śródplon – rodzaj międzyplonu uprawianego równocześnie z plonem głównym w celu lepszego wykorzystania pola. Możliwa jest uprawa dwóch lub więcej różnych gatunków lub odmian roślin. Uprawa śródplonów jest stosowana w wielu krajach od czasów starożytnych, obecnie z największym znaczeniem w regionach o niskich nakładach lub ograniczonych zasobach. W ostatnich latach stosowanie uprawy śródplonowej budzi coraz większe zainteresowanie naukowców, ze względu na możliwość zrównoważonej intensyfikacji polegającej na wzroście uzyskanych plonów, zwiększeniu stabilności upraw oraz zmniejszeniu zużycia pestycydów. 

## Uprawy śródplonowe na świecie
Jest to powszechnie stosowana technika w krajach, w których znaczna część upraw pokrywa własne potrzeby rolników oraz o niskiej mechanizacji rolnictwa. Wśród biednych rolników uprawiających dużym nakładem pracy niewielkie pola, stosowanie śródplonu pozwala na zwiększenie plonów, chroni przed negatywnymi skutkami ewentualnej straty części zbiorów oraz wahaniami cen na rynku, chroni i poprawia jakość gleby oraz zwiększa przychody gospodarstwa. Może wynikać także z indywidualnych preferencji żywieniowych lub wymogów kulturowych. W niektórych częściach świata, zwłaszcza w krajach tropikalnych, uprawy z zastosowaniem śródplonów są dominującą praktyką rolniczą. W Ameryce Południowej drobni rolnicy uprawiają 70-90% fasoli z kukurydzą, ziemniakami oraz z innymi zasiewami, a kukurydza jest śródplonem na 60% powierzchni upraw. W Afryce 98% upraw fasolnika chińskiego jest śródplonem, podobnie jak 90% upraw fasoli w Kolumbii. Całkowity odsetek upraw stosujących śródplony w krajach tropikalnych waha się od 17% w Indiach, do 94% w Malawi. Stosowanie wsiewek śródplonowych jest stosowane w Chinach od ponad 2 tysięcy lat. Obecnie najpopularniejsze są uprawy polegające na uprawie w sąsiadujących ze sobą pasach kombinacji zboża-rośliny strączkowe lub zboża-zboża. 
Szczególnym przypadkiem śródplonu może być agroleśnictwo, którego powierzchnia jest szacowana globalnie na miliard hektarów. 
W Europie do równoczesnych upraw więcej niż jednego płodu rolnego można zaliczyć szwajcarskie pâturages boisés (leśne pastwiska) oraz śródziemnomorskie coltura promiscua (zboża i warzywa uprawiane pod drzewami, zwykle oliwnymi, owocowymi lub winoroślami). Zazwyczaj techniki upraw mieszanych w Europie mają zastosowanie w rolnictwie ekologicznym. W Polsce śródplon jest stosowany głównie w warzywnictwie np. uprawiana jest rzodkiewka w ogórkach

## Badania nad zastosowaniem śródplonów
Z wieloletnich badań przeprowadzonych na Chińskiej Akademii Nauk Rolniczych wynika, że plony ziarna w systemach międzyplonów były średnio o 22% większe niż w analogicznych monokulturach i wykazywały większą stabilność w perspektywie wieloletniej. Ogólnie rzecz biorąc, większość upraw międzyplonowych opartych na kukurydzy (z wyjątkiem soi/kukurydzy) zwiększyła szacunkowe zyski netto rolnika o 24-75%, przy średniej wartości 47%, Li i wsp. ustalili, że korzyści ze stosowania śródplonów były zwykle większe, gdy jedna roślina wykazywała najintensywniejszy wzrost na początku sezonu wegetacyjnego – np. pszenica, jęczmień i bób, a druga od połowy do późnego lata – np. kukurydza. Takie sezonowe różnice niszowe pozwalają śródplonom na efektywne wykorzystanie dostępnego światła, wody i składników odżywczych dostępnych w okresie wegetacyjnym, wpływając w ten sposób na zwiększenie plonów. Największy wzrost plonów zaobserwowano przy zastosowaniu śródplonu kukurydzy – w różnych kombinacjach upraw, średni całkowity plon zwiększył się o ~1,7–2,1 t/ha  w stosunku do monokultur. Zdaniem naukowców jeśli uprawa śródplonowa obejmująca kukurydzę doprowadziłaby do podobnych wzrostów plonów w Europie, Ameryce Północnej oraz Południowej to mogłoby zwiększyć ich już i tak wysokie plony o 20-30%.